# Brani musicali dei Green Day

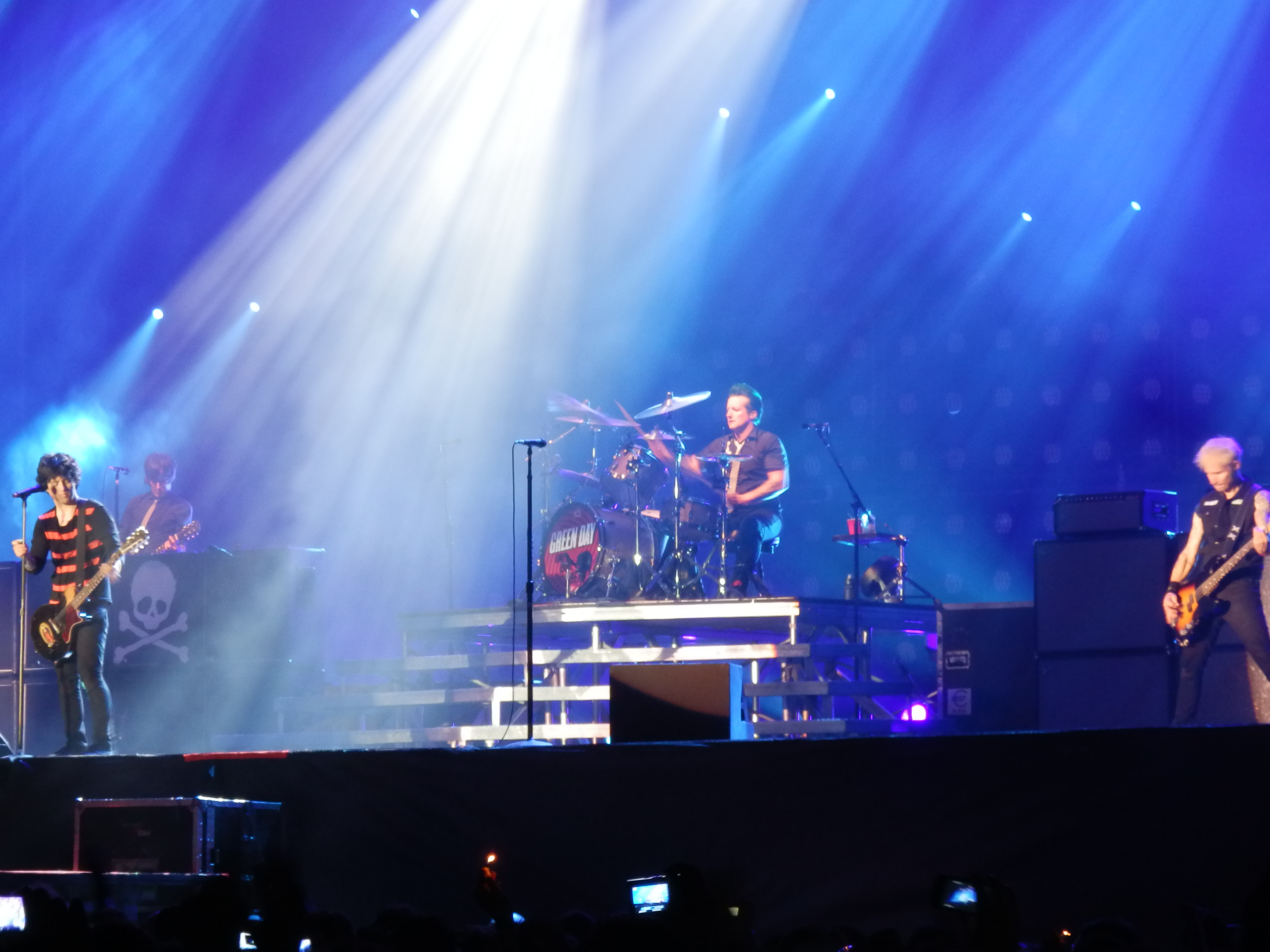
I Green Day nel 2013 a Roma.

Questa è la lista dei brani musicali dei Green Day, gruppo punk rock statunitense, formatosi a Berkeley nel 1987, composto dal cantante e chitarrista Billie Joe Armstrong, dal bassista Mike Dirnt e dal batterista Tré Cool.
| Titolo                                 | Anno | Album                                                            | Durata | Note |
| -------------------------------------- | ---- | ---------------------------------------------------------------- | ------ | --- |
| 1,000 Hours                            | 1989 | 1,000 Hours                                                      | 2:26   | Apparso anche in 1,039/Smoothed Out Slappy Hours                                                                                    |
| 16                                     | 1990 | 39/Smooth                                                        | 3:24   | |
| 2000 Light Years Away                  | 1992 | Kerplunk                                                         | 2:24   | |
| 21 Guns                                | 2009 | 21st Century Breakdown                                           | 5:21   | |
| 21st Century Breakdown                 | 2009 | 21st Century Breakdown                                           | 5:09   | |
| 409 in Your Coffeemaker                | 1990 | Slappy                                                           | 2:54   | Apparso anche in 1,039/Smoothed Out Slappy Hours Una versione modificata è apparsa in Basket Case                                   |
| 80                                     | 1992 | Kerplunk                                                         | 3:40   | |
| 86                                     | 1995 | Insomniac                                                        | 2:48   | |
| 8th Avenue Serenade                    | 2012 | ¡Tré!                                                            | 2:36   | |
| 99 Revolutions                         | 2012 | ¡Tré!                                                            | 3:49   | |
| All the Time                           | 1997 | Nimrod                                                           | 2:11   | |
| Amanda                                 | 2012 | ¡Tré!                                                            | 2:28   | |
| American Eulogy                        | 2009 | 21st Century Breakdown                                           | 4:26   | - A. Mass Hysteria - B. Modern World                                                                                                |
| American Idiot                         | 2004 | American Idiot                                                   | 2:54   | |
| Amy                                    | 2012 | ¡Dos!                                                            | 3:25   | |
| Android                                | 1992 | Kerplunk                                                         | 3:01   | |
| Angel Blue                             | 2012 | ¡Uno!                                                            | 2:47   | |
| Another State of Mind                  | 2009 | 21st Century Breakdown                                           | 2:46   | Traccia bonus |
| Are We the Waiting                     | 2004 | American Idiot                                                   | 2:43   | |
| Armatage Shanks                        | 1995 | Insomniac                                                        | 2:17   | |
| Ashley                                 | 2012 | ¡Dos!                                                            | 2:50   | |
| At the Library                         | 1990 | 39/Smooth                                                        | 2:27   | |
| Bab's Uvula Who?                       | 1995 | Insomniac                                                        | 2:08   | |
| Baby Eyes                              | 2012 | ¡Dos!                                                            | 2:22   | |
| The Ballad of Wilhelm Fink             | 1999 | Short Music for Short People                                     | 0:33   | |
| Back In The USA                        | 2017 | God's Favorite Band                                              | 2:36   | |
| Bang Bang                              | 2016 | Revolution Radio                                                 | 3:25   | |
| Basket Case                            | 1994 | Dookie                                                           | 3:03   | |
| Before the Lobotomy                    | 2009 | 21st Century Breakdown                                           | 4:37   | |
| Best Thing in Town                     | 1990 | Sweet Children                                                   | 2:03   | Apparso anche in Kerplunk |
| Blood, Sex and Booze                   | 2000 | Warning                                                          | 3:33   | |
| Boulevard of Broken Dreams             | 2004 | American Idiot                                                   | 4:21   | |
| Brain Stew                             | 1995 | Insomniac                                                        | 3:13   | |
| Brat                                   | 1995 | Insomniac                                                        | 1:43   | |
| Brutal Love                            | 2012 | ¡Tré!                                                            | 4:54   | |
| Burnout                                | 1994 | Dookie                                                           | 2:08   | |
| Carpe Diem                             | 2012 | ¡Uno!                                                            | 3:26   | |
| Castaway                               | 2000 | Warning                                                          | 3:53   | |
| Christian's Inferno                    | 2009 | 21st Century Breakdown                                           | 3:07   | |
| Christie Road                          | 1992 | Kerplunk                                                         | 3:33   | |
| Chump                                  | 1994 | Dookie                                                           | 2:54   | |
| Church on Sunday                       | 2000 | Warning                                                          | 3:18   | |
| Cigarettes and Valentines              | 2011 | Awesome as Fuck                                                  | 2:44   | Registrato dal vivo |
| Coming Clean                           | 1994 | Dookie                                                           | 1:35   | |
| D.U.I.                                 |      |                                                                  | 1:50   | Inserito nelle prime copie di Sh |
| Deadbeat Holiday                       | 2000 | Warning                                                          | 3:35   | |
| Desensitized                           | 1997 | Good Riddance (Time of Your Life)                                | 2:47   | Apparso anche in Shenanigans |
| Dirty Rotten Bastards                  | 2012 | ¡Tré!                                                            | 6:26   | |
| Disappearing Boy                       | 1990 | 39/Smooth                                                        | 2:52   | |
| Do Da Da                               | 1996 | Brain Stew/Jaded                                                 | 1:30   | Apparso anche in Shenanigans In origine era intitolato Stuck With Me                                                                |
| Dominated Love Slave                   | 1992 | Kerplunk                                                         | 1:42   | |
| Don't Leave Me                         | 1990 | 39/Smooth                                                        | 2:39   | |
| Don't Wanna Fall in Love               | 1995 | Geek Stink Breath                                                | 1:38   | Apparso anche in Shenanigans |
| Drama Queen                            | 2012 | ¡Tré!                                                            | 3:07   | |
| Dreamcatcher                           |      |                                                                  |        | Non pubblicato Eseguito in un soundcheck nel 2010                                                                                   |
| Dry Ice                                | 1989 | 1,000 Hours                                                      | 3:45   | Apparso anche in 1,039/Smoothed Out Slappy Hours                                                                                    |
| East Jesus Nowhere                     | 2009 | 21st Century Breakdown                                           | 4:35   | |
| Emenius Sleepus                        | 1994 | Dookie                                                           | 1:44   | |
| Espionage                              | 1997 | Good Riddance (Time of Your Life)                                | 3:23   | Apparso anche in Shenanigans |
| Extraordinary Girl                     | 2004 | American Idiot                                                   | 3:34   | |
| F.O.D.                                 | 1994 | Dookie                                                           | 5:47   | Contiene la traccia nascosta All By Myself                                                                                          |
| Fashion Victim                         | 2000 | Warning                                                          | 2:49   | |
| Favorite Son                           | 2004 | American Idiot                                                   | 2:13   | Traccia bonus |
| Fell for You                           | 2012 | ¡Uno!                                                            | 3:09   | |
| The Forgotten                          | 2012 | ¡Tré!                                                            | 4:59   | Contenuto nella colonna sonora di The Twilight Saga: Breaking Dawn - Parte 2                                                        |
| Fuck Time                              | 2012 | ¡Dos!                                                            | 2:45   | |
| Geek Stink Breath                      | 1995 | Insomniac                                                        | 2:16   | |
| Give Me Novacaine                      | 2004 | American Idiot                                                   | 3:26   | |
| Going to Pasalacqua                    | 1990 | 39/Smooth                                                        | 3:31   | |
| Good Riddance (Time of Your Life)      | 1995 | Insomniac                                                        | 2:35   | |
| Governator                             | 2004 | American Idiot                                                   | 2:31   | Traccia bonus |
| Green Day                              | 1990 | 39/Smooth                                                        | 3:29   | |
| The Grouch                             | 1997 | Nimrod                                                           | 2:12   | |
| Ha Ha You're Dead                      | 2003 | Shenanigans                                                      | 3:07   | |
| Haushinka                              | 1997 | Nimrod                                                           | 3:25   | |
| Having a Blast                         | 1994 | Dookie                                                           | 2:45   | |
| Hearts Collide                         | 2009 | Know Your Enemy                                                  | 2:51   | |
| Hitchin' a Ride                        | 1997 | Nimrod                                                           | 2:52   | |
| Hold On                                | 2000 | Warning                                                          | 2:57   | |
| Holiday                                | 2004 | American Idiot                                                   | 3:53   | |
| Homecoming                             | 2004 | American Idiot                                                   | 9:19   | - I. The Death of St. Jimmy - II. East 12th St. - III. Nobody Likes You - IV. Rock and Roll Girlfriend - V. We're Coming Home Again |
| Horseshoes and Handgrenades            | 2009 | 21st Century Breakdown                                           | 3:14   | |
| Hybrid Moments                         | 2011 |                                                                  | 2:22   | Cover dei Misfits |
| I Don't Want to Know If You Are Lonely | 2000 | Warning (singolo)                                                | 3:08   | Cover dei Hüsker Dü |
| I Fought the Law                       | 2004 | I Fought the Law                                                 | 2:43   | Cover di Sonny Curtis |
| I Want to Be Alone                     | 1991 | 1,039/Smoothed Out Slappy Hours                                  | 3:09   | |
| I Want to Be On TV                     | 1995 | Geek Stink Breath                                                | 1:17   | Apparso anche in Shenanigans Cover dei Fang                                                                                         |
| I Was There                            | 1990 | 39/Smooth                                                        | 3:36   | |
| In the End                             | 1994 | Dookie                                                           | 1:46   | |
| J.A.R. (Jason Andrew Relva)            | 1995 | Colonna sonora di Angus                                          | 2:51   | Apparso anche in International Superhits!                                                                                           |
| Jackass                                | 2000 | Warning                                                          | 2:43   | |
| Jaded                                  | 1995 | Insomniac                                                        | 1:31   | |
| Jesus of Suburbia                      | 2004 | American Idiot                                                   | 9:08   | - I. Jesus of Suburbia - II. City of the Damned - III. I Don't Care - IV. Dearly Beloved - V. Tales of Another Broken Home          |
| Jinx                                   | 1997 | Nimrod                                                           | 2:13   | |
| The Judge's Daughter                   | 1990 | 39/Smooth                                                        | 2:34   | |
| Kill the DJ                            | 2012 | ¡Uno!                                                            | 3:42   | |
| King for a Day                         | 1997 | Nimrod                                                           | 3:14   | |
| Know Your Enemy                        | 2009 | 21st Century Breakdown                                           | 3:10   | |
| Knowledge                              | 1990 | Slappy                                                           | 2:20   | Apparso anche in 1,039/Smoothed Out Slappy Hours Cover degli Operation Ivy                                                          |
| Lady Cobra                             | 2012 | ¡Dos!                                                            | 2:05   | |
| Last Night on Earth                    | 2009 | 21st Century Breakdown                                           | 3:57   | |
| Last of the American Girls             | 2009 | 21st Century Breakdown                                           | 3:51   | |
| Last Ride In                           | 1997 | Nimrod                                                           | 3:48   | |
| Lazy Bones                             | 2012 | ¡Dos!                                                            | 3:34   | |
| Let Yourself Go                        | 2012 | ¡Uno!                                                            | 2:57   | |
| Letterbomb                             | 2004 | American Idiot                                                   | 4:06   | |
| Lights Out                             | 2009 | 21st Century Breakdown                                           | 2:16   | Traccia bonus |
| Like a Rolling Stone                   | 2009 | 21st Century Breakdown                                           | 6:10   | Traccia bonus Cover di Bob Dylan |
| Little Boy Named Train                 | 2012 | ¡Tré!                                                            | 3:37   | |
| Longview                               | 1994 | Dookie                                                           | 3:59   | |
| Loss of Control                        | 2012 | ¡Uno!                                                            | 3:08   | |
| Macy's Day Parade                      | 2000 | Warning                                                          | 3:34   | |
| Makeout Party                          | 2012 | ¡Dos!                                                            | 3:14   | |
| Minnesota Girl                         |      |                                                                  |        | Non pubblicato Eseguito dal vivo nel 2009                                                                                           |
| Maria                                  | 2001 | International Superhits!                                         | 2:47   | Una versione demo è apparsa nel singolo Waiting                                                                                     |
| Minority                               | 2000 | Warning                                                          | 2:49   | |
| Misery                                 | 2000 | Warning                                                          | 5:06   | |
| Missing You                            | 2012 | ¡Tré!                                                            | 3:43   | |
| Murder City                            | 2009 | 21st Century Breakdown                                           | 2:54   | |
| My Generation                          | 1990 | Sweet Children                                                   | 2:20   | Apparso anche in Kerplunk Cover degli Who                                                                                           |
| Nice Guys Finish Last                  | 1997 | Nimrod                                                           | 2:49   | |
| Nightlife                              | 2012 | ¡Dos!                                                            | 3:04   | |
| No One Knows                           | 1992 | Kerplunk                                                         | 3:40   | |
| No Pride                               | 1995 | Insomniac                                                        | 2:20   | |
| Nuclear Family                         | 2012 | ¡Uno!                                                            | 3:03   | |
| Oh Love                                | 2012 | ¡Uno!                                                            | 5:02   | |
| Olivia                                 |      |                                                                  |        | Non pubblicato Eseguito dal vivo nel 2010                                                                                           |
| On the Wagon                           | 1994 | Longview                                                         | 2:48   | Apparso anche in Shenanigans |
| One for the Razorbacks                 | 1992 | Kerplunk                                                         | 2:30   | |
| The One I Want                         | 1989 | 1,000 Hours                                                      | 3:01   | Apparso anche in 1,039/Smoothed Out Slappy Hours                                                                                    |
| One of My Lies                         | 1992 | Kerplunk                                                         | 2:19   | |
| Only of You                            | 1989 | 1,000 Hours                                                      | 2:46   | Apparso anche in 1,039/Smoothed Out Slappy Hours                                                                                    |
| Outsider                               | 2000 | Warning (singolo)                                                | 2:17   | Apparso anche in Shenanigans Cover dei Ramones                                                                                      |
| Panic singolo                          | 1995 | Insomniac                                                        | 3:35   | |
| Paper Lanterns                         | 1990 | Slappy                                                           | 2:25   | Apparso anche in 1,039/Smoothed Out Slappy Hours                                                                                    |
| Peacemaker                             | 2009 | 21st Century Breakdown                                           | 3:24   | |
| Platypus (I Hate You)                  | 1997 | Nimrod                                                           | 2:22   | |
| Poprocks and Coke                      | 2001 | International Superhits!                                         | 2:39   | |
| Private Ale                            | 1992 | Kerplunk                                                         | 2:26   | |
| Prosthetic Head                        | 1997 | Nimrod                                                           | 3:38   | |
| Pulling Teeth                          | 1994 | Dookie                                                           | 2:31   | |
| A Quick One, While He's Away           | 2009 | 21st Century Breakdown                                           | 7:59   | Traccia bonus Cover degli Who |
| Redundant                              | 1997 | Nimrod                                                           | 3:18   | |
| Reject                                 | 1997 | Nimrod                                                           | 2:06   | |
| Rest                                   | 1990 | 39/Smooth                                                        | 3:06   | |
| Restless Heart Syndrome                | 2009 | 21st Century Breakdown                                           | 4:21   | |
| Road to Acceptance                     | 1990 | 39/Smooth                                                        | 3:36   | |
| Rotting                                | 1997 | Good Riddance (Time of Your Life)                                | 2:51   | Apparso anche in Shenanigans |
| Rusty James                            | 2012 | ¡Uno!                                                            | 4:09   | |
| The Saints Are Coming                  | 2006 | U218 Singles                                                     | 3:24   | Con gli U2 Cover degli Skids |
| Sassafras Roots                        | 1994 | Dookie                                                           | 2:38   | |
| Scattered                              | 1997 | Nimrod                                                           | 3:03   | |
| Scumbag                                | 2000 | Warning (singolo)                                                | 1:46   | Apparso anche in Shenanigans |
| See the Light                          | 2009 | 21st Century Breakdown                                           | 4:36   | |
| See You Tonight                        | 2012 | ¡Dos!                                                            | 1:06   | |
| Sex, Drugs & Violence                  | 2012 | ¡Tré!                                                            | 3:31   | |
| She                                    | 1994 | Dookie                                                           | 2:14   | |
| She's a Rebel                          | 2004 | American Idiot                                                   | 2:00   | |
| Shoplifter                             | 2004 | American Idiot                                                   | 1:51   | Traccia bonus |
| Sick of Me                             | 1997 | Good Riddance (Time of Your Life)                                | 2:07   | Apparso anche in Shenanigans |
| The Simpsons Theme                     | 2007 | Colonna sonora di I Simpson - Il film                            | 1:23   | Registrato per I Simpson - Il film                                                                                                  |
| Song of the Century                    | 2009 | 21st Century Breakdown                                           | 0:58   | |
| St. Jimmy                              | 2004 | American Idiot                                                   | 2:55   | |
| State of Shock                         | 2014 |                                                                  | 2:27   | Apparso in Demolicious |
| The Static Age                         | 2009 | 21st Century Breakdown                                           | 4:17   | |
| Stay the Night                         | 2012 | ¡Uno!                                                            | 4:37   | |
| Stop When the Red Lights Flash         | 2012 | ¡Dos!                                                            | 2:26   | |
| Strangeland                            | 1990 | Sweet Children                                                   | 2:08   | Apparso anche in Kerplunk |
| Stray Heart                            | 2012 | ¡Dos!                                                            | 3:44   | |
| Stuart and the Ave.                    | 1995 | Insomniac                                                        | 2:03   | |
| Stuck With Me                          | 1995 | Insomniac                                                        | 2:16   | |
| Suffocate                              | 2000 | Warning (singolo)                                                | 2:54   | Apparso anche in Shenanigans |
| Sweet 16                               | 2012 | ¡Uno!                                                            | 3:04   | |
| Sweet Children                         | 1990 | Sweet Children                                                   | 1:41   | Apparso anche in Kerplunk |
| Take Back                              | 1997 | Nimrod                                                           | 1:09   | |
| That's All Right                       | 2009 | 21st Century Breakdown                                           | 2:01   | Traccia bonus Cover di Elvis Presley                                                                                                |
| Things I Heard Today                   |      |                                                                  |        | Non pubblicato |
| Tight Wad Hill                         | 1995 | Insomniac                                                        | 2:01   | |
| Tired of Waiting for You               | 1994 | Basket Case                                                      | 2:32   | Apparso anche in Shenanigans Cover dei Kinks                                                                                        |
| Too Much Too Soon                      | 2004 | American Idiot                                                   | 3:31   | Traccia bonus |
| Troublemaker                           | 2012 | ¡Uno!                                                            | 2:45   | |
| Uptight                                | 1997 | Nimrod                                                           | 3:04   | |
| ¡Viva la Gloria!                       | 2009 | 21st Century Breakdown                                           | 3:31   | |
| ¿Viva La Gloria? (Little Girl)         | 2009 | 21st Century Breakdown                                           | 3:48   | |
| Waiting                                | 2000 | Warning                                                          | 3:14   | |
| Wake Me Up When September Ends         | 2004 | American Idiot                                                   | 4:46   | |
| Walk Away                              | 2012 | ¡Tré!                                                            | 3:45   | |
| Walking Alone                          | 1997 | Nimrod                                                           | 2:45   | |
| Walking Contradiction                  | 1995 | Insomniac                                                        | 2:32   | |
| Warning                                | 2000 | Warning                                                          | 3:43   | |
| Welcome to Paradise                    | 1992 | Kerplunk                                                         | 3:31   | Versione originale |
| Welcome to Paradise                    | 1994 | Dookie                                                           | 3:45   | Versione registrata nuovamente |
| Westbound Sign                         | 1995 | Insomniac                                                        | 2:13   | |
| Whatsername                            | 2004 | American Idiot                                                   | 4:12   | |
| When I Come Around                     | 1994 | Dookie                                                           | 2:58   | |
| When It's Time                         | 2010 | American Idiot - The Original Broadway Cast Recording            | 3:24   | |
| Who Wrote Holden Caulfield?            | 1992 | Kerplunk                                                         | 2:44   | |
| Why Do You Want Him?                   | 1990 | Slappy                                                           | 2:33   | Apparso anche in 1,039/Smoothed Out Slappy Hours                                                                                    |
| Wild One                               | 2012 | ¡Dos!                                                            | 4:19   | |
| Words I Might Have Ate                 | 1992 | Kerplunk                                                         | 2:32   | |
| Working Class Hero                     | 2007 | Instant Karma: The Amnesty International Campaign to Save Darfur | 4:24   | Cover di John Lennon |
| Worry Rock                             | 1997 | Nimrod                                                           | 2:27   | |
| Wow! That's Loud                       | 2012 | ¡Dos!                                                            | 4:27   | |
| X-Kid                                  | 2012 | ¡Tré!                                                            | 3:41   | |
| You Lied                               | 1997 | Good Riddance (Time of Your Life)                                | 2:26   | Apparso anche in Shenanigans |
| Father of All...                       | 2020 | Father of All Motherfuckers                                      | 2:31   | |
| Fire, Ready, Aim                       | 2020 | Father of All Motherfuckers                                      | 1:52   | |
| Oh Yeah!                               | 2020 | Father of All Motherfuckers                                      | 2:51   | |
| Meet Me on the Roof                    | 2020 | Father of All Motherfuckers                                      | 2:39   | |
| I Was a Teenage Teenager               | 2020 | Father of All Motherfuckers                                      | 3:44   | |
| Stab You in the Heart                  | 2020 | Father of All Motherfuckers                                      | 2:10   | |
| Sugar Youth                            | 2020 | Father of All Motherfuckers                                      | 1:54   | |
| Junkies on a High                      | 2020 | Father of All Motherfuckers                                      | 3:06   | |
| Take the Money and Crawl               | 2020 | Father of All Motherfuckers                                      | 2:08   | |
| Graffitia                              | 2020 | Father of All Motherfuckers                                      | 3:17   | |
| The American Dream Is Killing Me       | 2024 | Saviors                                                          | 3:06   | |
| Look Ma, No Brains!                    | 2024 | Saviors                                                          | 2:03   | |
| Bobby Sox                              | 2024 | Saviors                                                          | 3:45   | |
| One Eyed Bastard                       | 2024 | Saviors                                                          | 2:53   | |
| Dilemma                                | 2024 | Saviors                                                          | 3:19   | |
| 1981                                   | 2024 | Saviors                                                          | 2:10   | |
| Goodnight Adeline                      | 2024 | Saviors                                                          | 2:57   | |
| Coma City                              | 2024 | Saviors                                                          | 3:29   | |
| Corvette Summer                        | 2024 | Saviors                                                          | 3:03   | |
| Suzie Chapstick                        | 2024 | Saviors                                                          | 3:17   | |
| Strange Days Are Here to Stay          | 2024 | Saviors                                                          | 3:06   | |
| Living in the '20s                     | 2024 | Saviors                                                          | 2:07   | |
| Father to a Son                        | 2024 | Saviors                                                          | 3:55   | |
| Saviors                                | 2024 | Saviors                                                          | 2:56   | |
| Fancy Sauce                            | 2024 | Saviors                                                          | 4:02   | |